# منيع (اسم)
منيع هو اسم علم مذكر من أصل عربي، ومعناه هو من الفعل منع، وهو الحصن والقلعة والجبل العالي الحصين القوي، وأم منيع صحابية شهدت وقعة خيبر مع رسول الله ﷺ.

## الأصل اللغوي
الاسم منيع مشتق من الفعل “منع” الذي يعني الحماية والصيانة، ومن هنا يأتي معنى الحصن أو القلعة والجبل العالي الذي لا يمكن الوصول إليه بسهولة.

## وصلات خارجية
- موسوعة السلطان قابوس لأسماء العرب